# Zeitung für kommunale Wirtschaft
Die Zeitung für kommunale Wirtschaft (ZfK) ist eine allgemeinverständliche Fachzeitung für die kommunale Energie- und Versorgungswirtschaft in Deutschland. Sie wurde 1954 gegründet und erscheint tagesaktuell online und monatlich als gedruckte Ausgabe.

## Geschichte

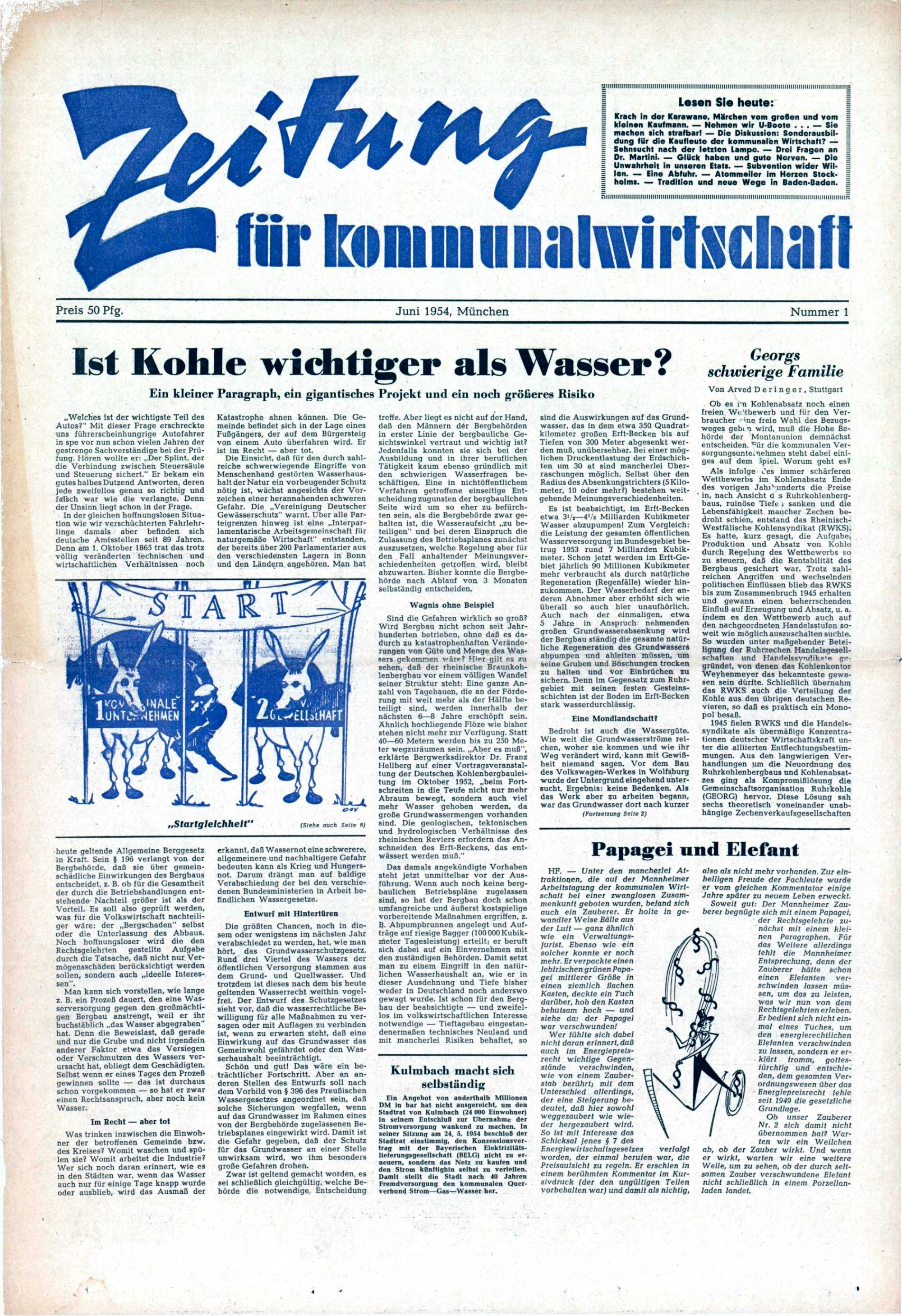
Titelblatt der Erstausgabe der Zeitung für kommunale Wirtschaft von 1954

Gegründet wurde die ZfK im Juni 1954, damals noch unter dem Namen Zeitung für Kommunalwirtschaft. In Folge eines Namensstreits wurde sie 1956 in Zeitung für kommunale Wirtschaft umbenannt.
Erster Chefredakteur war Georg Berkenhoff (eigentlich Hansgeorg Trurnit), zuvor verantwortlicher Redakteur für Kommunalpolitik und Kommunalwirtschaft bei der Neuen Zeitung. Ihm folgten Wolf Dieter Mandel, Jürgen Pott und Michael Nallinger. Seit Juni 2018 ist Klaus Hinkel Chefredakteur.
Von ursprünglich zwölf Seiten wuchs der Umfang der Zeitung bis 1961/62 auf durchschnittlich 26 Seiten je Ausgabe. Die IVW-geprüfte Auflage betrug zu diesem Zeitpunkt 23.000 Exemplare. In den 1980er und 1990er Jahren lag der Umfang im Mittel zwischen 36 und 40 Seiten.
Seit 1998 betreibt die ZfK einen Internet-Auftritt. 2002 startete sie mit dem ZfK Tagesticker ihren ersten täglichen Newsletter. 2022 wurde die ZfK von der Deutschen Fachpresse als „Beste Fachzeitschrift des Jahres“ ausgezeichnet.

## Inhalte
Die ZfK berichtet über die Themen Energiepolitik, Wirtschaft und Technik der Strom-, Fernwärme-, Gas- und Wasserversorgung, Abwasserreinigung und Abfallentsorgung, für Umwelttechnik, öffentliche Beleuchtung, Personennahverkehr und kommunale Fuhrparkbetriebe. Herausgeber ist der VKU Verlag, eine Tochtergesellschaft des  Verbands kommunaler Unternehmen (VKU). Die ZfK versteht sich als „Leitmedium der kommunalen Wirtschaft“ mit „unabhängiger und fachkundiger Berichterstattung“.